# موريل بارون
موريل بارون (بالإنجليزية: Muriel Barron)‏ هي راهبة نيوزيلندية، ولدت في 21 يونيو 1904، وتوفيت في 29 فبراير 1988.